# Крымские татары в СССР

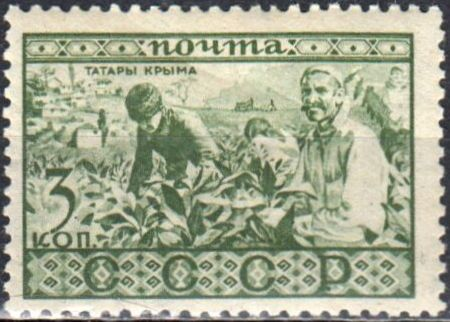
СССР 1933 г. народы СССР, Крыма — почтовая марка

Крымские татары в Советском Союзе — часть граждан в СССР, которые являются этническими крымскими татарами или происходят от них. До депортации 1944 года основная часть проживала в Крыму, позже в Средней Азии Советского Союза.

#### Террор в отношении крымскотатарской интеллигенции

Крымскотатарский политик и педагог — Сеитджелиль Хаттатов

## История

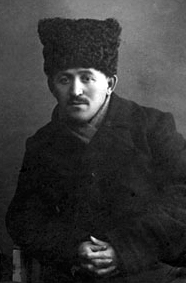
Исмаил Фирдевс — первый большевик из числа крымских татар

### Период Великой Отечественной войны

#### Коллаборационизм во Второй мировой войне
Считается, что около 10 % крымских татар так или иначе принимали участие в борьбе с советскими партизанами, а также — поступили на службу в германские военные и полицейские подразделения. Существенный процент из их числа согласились на сотрудничество с нацистами добровольно. При этом пропорциональная доля сотрудничающих с немцами среди крымских татар оказалась значительно выше, чем аналогичные пропорции, рассчитанные для русских и украинских коллаборационистов.
По оценке профессора военной истории Рольфа-Дитера Мюллера из Берлинского университета имени Гумбольдта, полное число крымскотатарских добровольцев, выбравших сторону Гитлеровской Германии, примерно в два раза превышало количество крымских татар, призванных в ряды Красной армии. Более того, перешедшие на немецкую сторону крымские татары являлись почти всеми боеспособными членами их национального меньшинства в Крыму.

#### Участие крымских татар в борьбе с нацистами и их союзниками

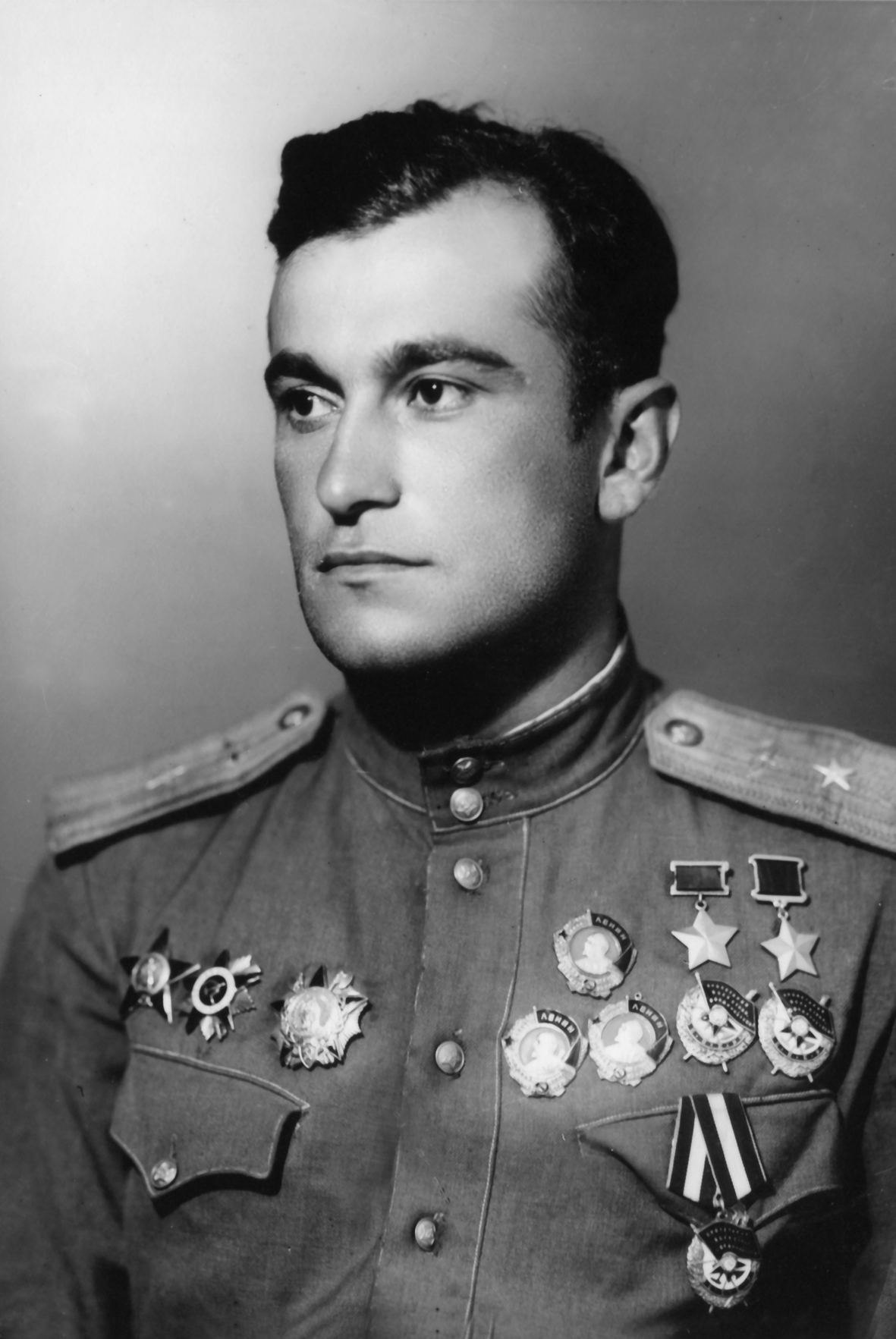
Амет-хан Султан, крымскотатарский лётчик-ас, дважды Герой Советского Союза

В рядах Красной Армии в годы Великой Отечественной войны проходили службу более 35 тысяч крымских татар из Крыма, а всего воевало 60 тысяч крымских татар. Более полутора тысяч крымских татар были офицерами, в том числе 97 женщин. Согласно Национальному движению крымских татар, в Красной Армии воевало 100 638 крымских татар, 16 713 участвовало в партизанском движении и ещё 7 727 участвовало в подпольных организациях, патриотических группах, поддерживало связь и помогало им. Каждый третий из воевавших крымских татар погиб на поле боя. За боевые заслуги в Великой Отечественной войне шестеро крымских татар (Тейфук Абдуль, Узеир Абдураманов, Абдураим Решидов, Фетислям Абилов, Сейтнафе Сейтвелиев, Амет-хан Султан) были удостоены звания Героя Советского Союза, ещё 18 были представлены к званию. Двое (Сеит-Неби Абдураманов и Насибулла Велиляев) стали полными кавалерами ордена Славы.
Известны имена двух генералов из числа крымских татар: Исмаил Булатов и Абляким Гафаров.
1 сентября 2014 года указом президента Российской Федерации В. В. Путина, «за героизм, мужество и отвагу, проявленные в годы Великой Отечественной войны», посмертно присвоено звание Героя Российской Федерации погибшей в начале 1944 года разведчице Алиме Абденановой. В рядах польской Гвардии Людовой сражался бежавший из плена Умер Акмолла Адаманов («Мишка-татар»), посмертно награждённый орденом «Крест Грюнвальда» 3-й степени.
Самым известным летчиком из крымских татар (по матери) и дагестанцев (по отцу) стал Амет-хан Султан, дважды удостоенный звания Героя Советского Союза. Кроме 49 побед в воздухе Амет-хан Султан прославился и воздушным тараном. После войны он стал одним из ведущих лётчиков-испытателей, испытывавшим самолёты Су-7, Су-9 и Ту-16.
Ещё одним известным лётчиком-истребителем Великой Отечественной войны из крымских татар был полковник Эмир Усеин Чалбаш: после войны — лётчик-испытатель I класса, автор мемуаров «Сковать боем! Советские асы против Люфтваффе».

##### КрымскотатарскиеГерои Советского Союза
- Амет-хан Султан — дважды
- Абдураим Решидов
- Абдуль Тейфук
- Абдураманов Узеир Абдураманович
- Сейтнафе Сеитвелиев
- Абилов Анатолий (Фетислям) Абилович — награждён званием Героя Советского Союза указом Президента СССР от 5 мая 1990 года за умелое командование стрелковым полком, образцовое выполнение боевых заданий командования на фронте борьбы с немецко-фашистским захватчиками и проявленные при этом мужество и героизм

##### Крымские татарыкавалеры Орденов Славы 3-х степеней, приравнивающиеся к Героям Советского Союза
- Сеит Неби Абдураманов
- Леонид (Насибула) Велиляев

##### Крымские татары, награжденные званиемГероя России за заслуги в ВОВ
- Алиме Абденнанова

##### Крымские татары, награжденные польскиморденом «Крест Грюнвальда»за заслуги воВторой Мировой войне
- Умер Акмолла Адаманов («Мишка-татар»)

#### Депортация

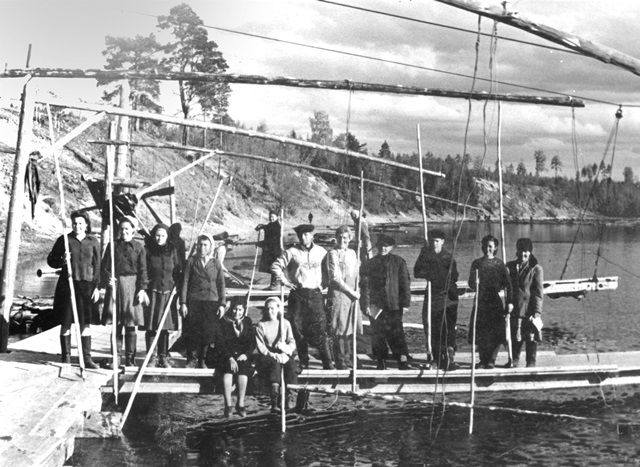
Депортированные крымские татары на лесосплаве около речки Язва, Урал, 1948 г.

Сразу после освобождения Крыма от нацистов, в мая 1944 года была произведена депортация крымскотатарского народа из Крыма, которая затронула всех всех проживающих в Крыму или прописанных в Крыму на момент депортации крымских татар, которых отправляли в места высылки даже с фронта. Официально депортация обосновывалась фактами участия крымских татар в коллаборационистских формированиях, выступавших на стороне нацистской Германии во время Великой Отечественной войны, и сотрудничества с оккупационными властями, хотя международное право не предусматривало коллективной ответственности народа за действия, совершаемые отдельными лицами
Самое тяжёлое испытание для крымскотатарского народа произошло во время масштабного голода в СССР 1946—1947 годов, во время которого погибло, по оценке М. Эллмана, около 1,5 миллиона человек, из которых до 16 тысяч крымских татар. Хотя в общем числе граждан СССР погибших от голода крымских татар было невелико, но для небольшого народа это были колоссальные потери. Оценки числа погибших в этот период сильно разнятся: от 15-25 %, по оценкам различных советских официальных органов, до 46 %, по оценкам активистов крымскотатарского движения, собиравших в 1960-е годы сведения о погибших. В «Обращении крымскотатарского народа», называется цифра погибших татар — 46 % от всего населения.
С момента депортации по 1956 года, крымские татары имели статус спецпереселенцев, подразумевавший различные ограничения в правах. Все спецпереселенцы были поставлены на учёт и были обязаны регистрироваться в комендатурах. Постановлением Совета Министров СССР от 21 ноября 1947 г. и Указом Президиума Верховного Совета от 26 ноября 1948 г. положение спецпереселенцев было ужесточено: переезд в другой район мог быть разрешён лишь при наличии «вызова» от близких родственников; за несанкционированный выход за пределы разрешённого места поселения угрожало наказание в виде пятидневного ареста, а повторное нарушение рассматривалось как побег с места ссылки и наказывалось 20 годами каторги.
В 1967 году был принят указ Президиума Верховного Совета СССР «О гражданах татарской национальности, ранее проживавших в Крыму», который п.1 снял все санкции против крымских татар и даже дал осуждающую оценку предыдущих законодательных актов как «огульных обвинений … необоснованно отнесенных ко всему татарскому населению Крыма». Однако п.2 этого же Указа фактически идет ссылка на существовавший в СССР паспортный режим привязывающий крымских татар к месту прописки к вновь возведенным домам на выданным им земельным участкам преимущественно в Узбекской ССР. Напомним, что по Постановлению № 5859-сс Правительство СССР выдало крымским татарам в Узбекской ССР бесплатно земельные участки и предоставило строительные материалы для возведения новых домов, а также ссуду в 5000 рублей на такое строительство. Поэтому с точки зрения Правительства СССР крымские татары как получившие данное имущество должны были проживать в этих домах в Узбекской ССР, где и прописаны. Также в СССР существовали ограничения на смену места работы в другом регионе по трудовому законодательству в том числе из-за места прописки. Поэтому крымские татары несмотря на полноту прав как граждан СССР фактически не могли вернуться в Крым, так как не могли получить жильё и работу в Крыму.

### Послевоенный период

#### Проект коренизации крымских татар в Узбекистане
В конце 1970-х годов и предусматривал переселение крымских татар из различных областей Узбекской ССР в Мубарекский и Бахористанский районы Кашкадарьинской области и создание там национальной автономии. Предложен, по одной версии, Комитетом государственной безопасности СССР, по другой — ЦК Компартии Узбекистана с одобрения высшего руководства страны. Реализация проекта началась в 1978 году, но окончилась неудачей из-за сопротивления крымскотатарского народа.

После смерти Сталина была организована комиссия под председательством А. И. Микояна по возвращению на родину и восстановлению государственности необоснованно выселенных народностей; исключением стали крымские татары и немцы Поволжья. Микоян в своих мемуарах про причины отказа от возвращения крымских татар в Крым утверждал следующее:
Главная причина, почему не была восстановлена Крымско-Татарская автономная республика, заключалась в следующем: территория её была заселена другими народами, и при возвращении татар пришлось бы очень много людей снова переселять. Кроме того, крымские татары были близки к казахским татарам, да и к узбекам. Они хорошо устроились в новых районах, и Хрущев не видел смысла вновь их переселять, тем более что Крым вошел в состав Украины.

— Анастас Микоян
В 1967 году был принят указ Президиума Верховного Совета СССР «О гражданах татарской национальности, ранее проживавших в Крыму», который снял все санкции против крымских татар. Однако существовавший паспортный режим фактически привязывал крымских татар к месту прописки в домах на земельных участках, выделенных им при депортации. На протяжении 1960-х-70-х годов многие крымские татары, несмотря на противодействие властей, пытались поселиться в Крыму, и нескольким тысячам это удалось.

#### Национальное движение крымских татар

Демонстрация крымских татар в Москве

Национальное движение крымских татар, сформировавшееся во второй половине 1950-х годов (после XX съезда КПСС) как движение репрессированного народа, подвергшегося в сталинский период насильственной депортации и моральному унижению. Основные требования активистов движения включали в себя восстановление автономии, возвращение народа на свою историческую родину, компенсацию утраченного в результате депортации.
Истоки движения восходят к первому послевоенному десятилетию. В 1950-е — 1960-е годы среди его лидеров были партийные работники, ветераны войны, участники партизанского движения в Крыму.
Наивысшего пика движение достигло в 1960-х годах, после чего было подавлено, возродилось в годы перестройки и достигло ощутимых политических результатов в начале 1990-х годов.
Движение имело большой опыт подпольной борьбы, противодействия советским и партийным структурам (в Узбекистане, Таджикистане, Краснодарском крае, непосредственно в Крыму), опыт организованных массовых выступлений и столкновений с правоохранительными органами, применявшими силовые методы (разгоны митингов, избиения демонстрантов, аресты активистов, судебное преследование).
Крымскотатарское национальное движение характеризовалось массовостью и организованностью, радикализмом, чёткой политической направленностью, пафосом идеи национальной государственности, сочетанием определённой этнической самоизоляции с установками широкой экстерриториальности и возрождением идей пантюркистской и панисламистской общности и солидарности. Национальное движение крымскотатарского народа, в отличие от многих других национальных движений СССР, получило широкое международное признание.

#### Крымский референдум 1991 года
Референдум о государственном и правовом статусе Крыма состоялся 20 января 1991 года. Толчком к проведению референдума о статусе полуострова послужил процесс суверенизации Украины и возвращение из депортации крымских татар.
В середине 1989 года в газете «Крымская правда» вышла статья «Региональный хозрасчёт и автономия» в которой делался вывод о том, что «для успешного внедрения регионального хозрасчёта и превращения Крыма во всесоюзную здравницу было бы целесообразно преобразовать область в автономную республику».
Постановление Верховного Совета СССР 28 ноября 1989 года «О выводах и предложениях комиссий по проблемам советских немцев и крымско-татарского народа» указывало на то, что «Восстановление прав крымскотатарского народа не может быть осуществлено без восстановления автономии Крыма путём образования Крымской АССР в составе Украинской ССР. Это соответствовало бы интересам как крымских татар, так и представителей других национальностей, проживающих ныне в Крыму».
В январе 1991 года был проведен и объявлен результат: 93 % выступило за воссоздание автономного статуса полуострова. Явка на референдуме составила 81 % населения. В референдуме приняло участие лишь 3 тысячи крымских татар. 22 марта 1991 года совет народных депутатов был преобразован в Верховный Совет Крыма.
Организация крымскотатарского национального движения не признала результатов референдума, выступив с заявлением о том, что русскоязычное население Крыма большинством голосов не может определять государственный статус национальной территории. В июне 1991 года Курултай крымскотатарского народа принял декларацию «О национальном суверенитете крымскотатарского народа», в которой Крым был заявлен как национальная территория крымскотатарского народа, на которой только он обладает правом на самоопределение.

## Культура крымских татар в СССР

### Крымскотатарский язык в СССР

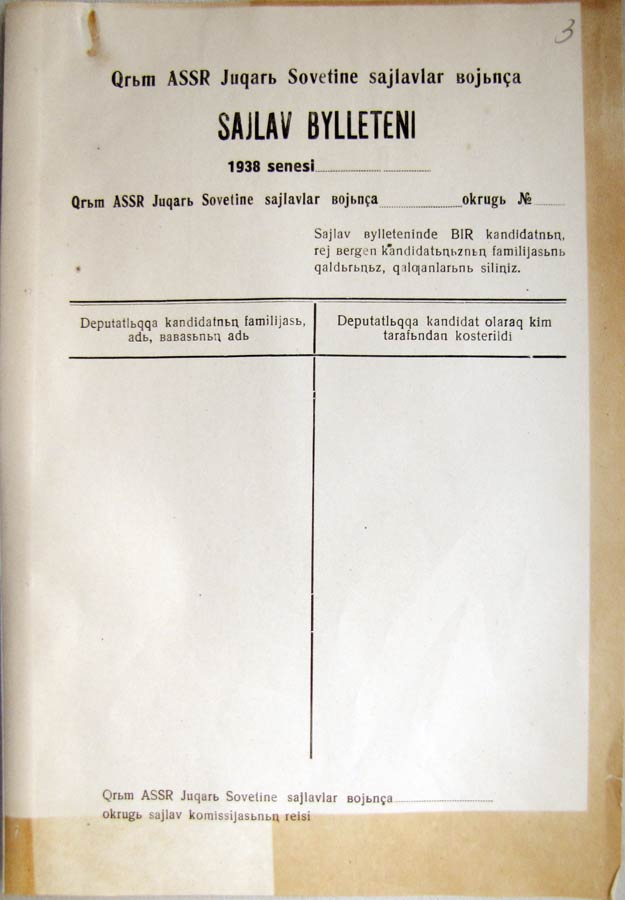
Образец избирательного бюллетеня на крымскотатарском языке для выборов в Верховный Совет Крымской АССР в 1938 году

В Крымской АССР в 1921—1945 гг. крымскотатарский язык был, наравне с русским, государственным языком, на котором в обязательном порядке публиковались законы и велось судопроизводство в центральных судебных органах. Этот статус крымскотатарского языка и его использование в государственной символике (гербе и флаге) был зафиксирован в Конституции Крымской АССР 1937 г.
До депортации крымских татар в Крыму были 371 крымскотатарских школа. Подготовку педагогических кадров вели Симферопольский педагогический институт, Ялтинский татарский педагогический техникум, Бахчисарайская учительская татарская школа.
После депортации крымскотатарского народа все школы и факультеты крымскотатарского языка были полностью упразднены.

### Крымскотатарский театр
С 1922 года началось бурное развитие Крымскотатарского театра, театроведы называют «Эпохой крымскотатарского ренессанса». Ставились пьессы Шекспира и Мольера, Ипчи и Лятиф-заде, Гольдони и Бомарше, Толстого и Тренёва.В театре работали выдающиеся актёры, режиссёры, драматурги, которые создавали традиции и ту неповторимую национальную театральную школу, которую сегодня продолжает Крымскотатарский академический музыкально-драматический театр.

### Ансамбль Хайтарма
В 1939 при Ялтинской филармонии был создан татарский ансамбль песни и танца. В 1937 году был создан второй ансамбль песни и танца при Доме народного творчества, художественным руководителем стал Ильяс Бахшиш, музыкальным руководителем Яя Шерфединов, а балетмейстером Усеин Баккал. В марте 1939 году эти два ансамбля объединили при Крымской Государственной филармонии г. Симферополь с целью подготовки дней культуры Крыма в Москве.
В мае 1944 года в результате сталинской депортации крымских татар ансамбль прекратил свое существование. В 1957 году ансамбль был возрожден при ордена Трудового красного знамени государственной филармонии им. Кари-Якубова, г. Ташкент, Узбекской ССР. Так как в названии было запрещено использовать слово «крымскотатарский», ансамбль был назван в честь одноимённого крымскотатарского народного танца.